# Tulbaghia coddii
Tulbaghia coddii là một loài thực vật có hoa trong họ Amaryllidaceae. Loài này được Vosa & R.B.Burb. miêu tả khoa học đầu tiên năm 1975.